# Бъндеришки чукар
Бъ̀ндеришки чука̀р е връх в северната част на Пирин, част от групата върхове Бъндеришки чуки. Той е един от най-високите в Пирин, заемащ 12-о място, и най-висок на централното било южно от Вихрен. Бъндеришки чукар също е най-високият гранитен връх (карлинг) на централното пиринско било. Височината му е 2732 м.
Разположен е в дъното на Бъндеришката долина и доминира над нея, когато долината се гледа от подножието на планината. Той е най-южна точка на тази част от централното било, тъй като след това то се връща леко на север. На северозапад се намира скалистият ръб Дончови караули, отвъд който е Бъндеришката порта, а на изток е Башлийската порта. Гледан от север, върхът има алпийски вид, но всъщност по-голямата част от склона му представлява стръмни полета от морени, спускащи се чак до Дългото езеро в подножието му. На юг се отделя късо странично било, на което е разположен връх Башлийски чукар (2683 м). По северната страна на върха има катерачен тур от категория II „б“.
Бъндеришкият чукар лесно може да бъде изкачен от всички страни, въпреки че през него не минава туристически маршрут. Най-лесен за изкачване е от двете страни на билото, което е и най-предпочитаният начин от туристите. На самия връх е издигнат метален кръст и малък параклис. Изходни пунктове за Бъндеришки чукар са хижите Вихрен и Демяница и заслон Спано поле.